# 蒍掩
蒍掩（？—前543年），芈姓，蒍氏，名掩，中国春秋时期楚国的司马。蒍子馮的儿子。
前548年，继任蒍子馮的令尹屈建率军灭掉倒向吴国的舒鸠国，他请楚康王赏赐蒍掩，来酬劳蒍子馮生前的功劳。蒍掩为司马，他奉命治理军赋，测量田地、山林、沼泽、丘陵，根据收入的多少，确定征收车马、车兵、徒卒、甲楯的数目。前543年，令尹王子围杀害了蒍掩，专权国政。